# Agios Georgios (Preveza)
Agios Georgios (greacă Άγιος Γεώργιος) este un oraș în Grecia în Prefectura Preveza.